# ۶۵۵ (پیش از میلاد)
۶۵۵ (پیش از میلاد) ۶۵۵مین سال قبل از تقویم میلادی است.